# Sam Altman
Samuel Harris Altman (ur. 22 kwietnia 1985 w Chicago) – amerykański przedsiębiorca, inwestor i programista. Współzałożyciel Loopt i dyrektor generalny (CEO) OpenAI. W latach 2014–2019 pełnił funkcję prezesa Y Combinator i kilka dni był dyrektorem generalnym Reddita.

## Życiorys

### Wczesne życie i rodzina
Urodził się w Chicago w rodzinie żydowskiej, a dorastał na przedmieściach St. Louis w amerykańskim stanie Missouri. Jego ojcem był Jerry Altman, zmarły w maju 2018 roku, natomiast matką jest Connie Gibstine, z zawodu dermatolog. Jest najstarszym z czwórki rodzeństwa. Ma brata Jacka, który podobnie jak starszy brat zainwestował w startupy zakładając Lattice we wrześniu 2015 roku (firma zajmuje się oprogramowaniem do zarządzania zasobami ludzkimi w celu monitorowania wydajności pracowników). Jack ukończył studia ekonomiczne w Princeton w 2011 roku. Jego drugi brat – Maks, spędził długi czas pracując w firmie zajmującej się oprogramowaniem ubezpieczeniowym oraz w Microsofcie. Ma także młodszą siostrę – Annie, która ukończyła Tufts University w 2015 roku z dyplomem biopsychologii. Pracowała w aptece i jako instruktorka jogi. Mieszka na Hawajach. Nie utrzymuje kontaktu z Samem od 2021 roku.

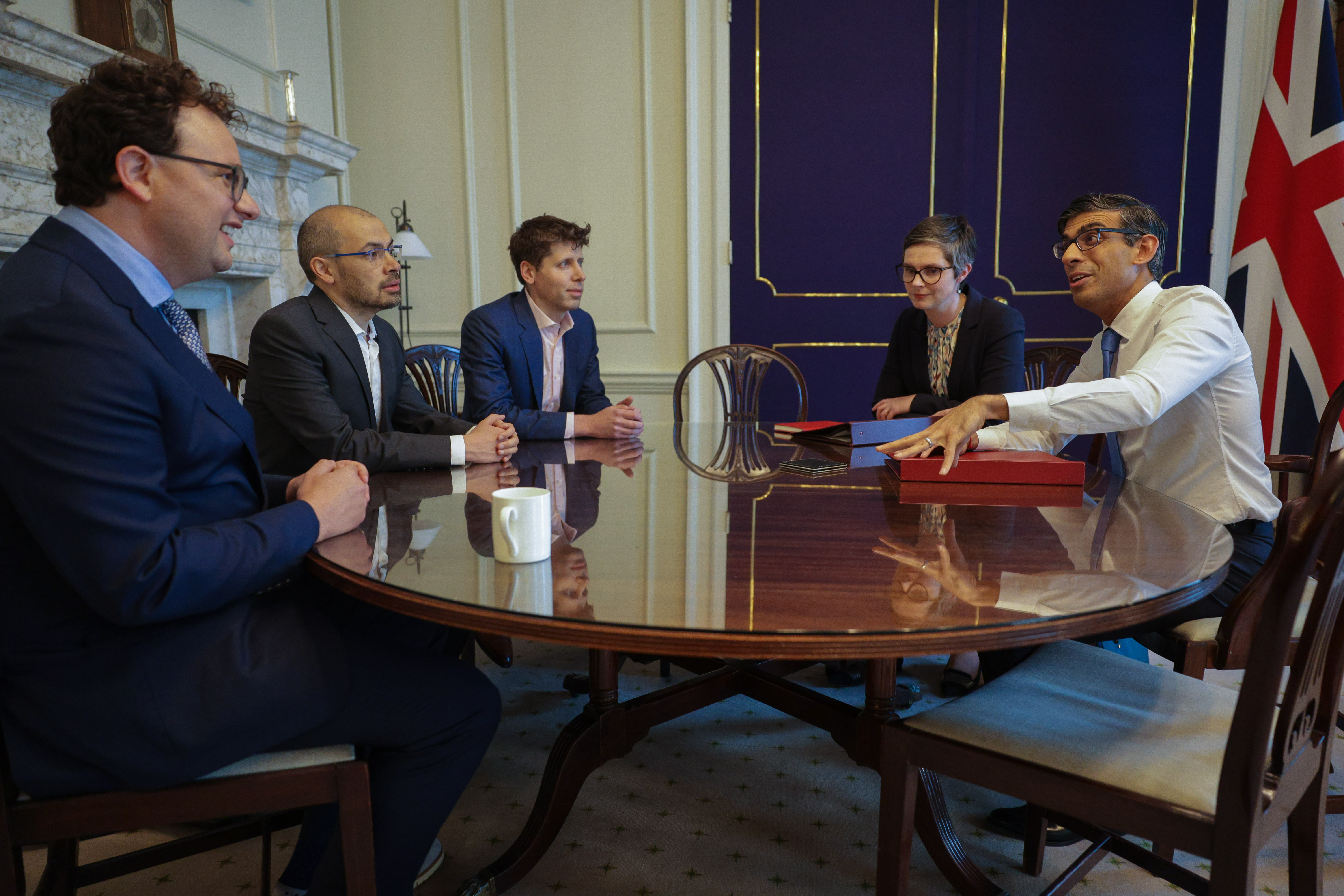
Sam Altman (trzeci od lewej) na spotkaniu z brytyjskim premierem Rishim Sunakiem w maju 2023 roku.

### Kariera i edukacja
Już w wieku 8 lat nauczył się programowania. Rozpoczął studia informatyczne na Uniwersytecie Stanforda, jednak po dwóch latach w wieku 19 lat razem z kolegami porzucił naukę na rzecz rozwijania niedawno stworzonej aplikacji mobilnej Loopt, umożliwiającej udostępnianie lokalizacji m.in. znajomym czy rodzinie. Stwierdził, że więcej nauczył się grając z kolegami w pokera, niż słuchając wykładów profesorów.
W 2012 Loopt został wykupiony przez firmę Green Dot za ponad 43 mln dolarów. Altmanowi przypadło z tej sumy 5 milionów. Uruchomił własny fundusz venture capital, Hydrazine Capital.
W 2011 został, wraz ze swoim bratem Maxem, partnerem w akceleratorze startupów technologicznych Y Combinator. W 2014 r. został jego prezesem. Posiada udziały m.in. w spółkach Reddit i firmie Helion, zajmującą się fuzją jądrową.

#### OpenAI
W 2015 roku razem z Elonem Muskiem, Ilyą Sutskeverem, Gregiem Brockmanem, Johnem Schulmanem i Wojciechem Zarembą założył OpenAI. Założona przez nich organizacja non-profit miała na celu rozwój sztucznej inteligencji dla dobra ludzkości. Peter Thiel i Reid Hoffman przeznaczyli na ten projekt miliard dolarów. W 2018 Musk opuścił organizację. Niedługo później utworzono firmę nastawioną na zysk, która miała finansować prace organizacji. Nawiązano także współpracę z Microsoftem, który miał udostępniać OpenAI swoje usługi.

##### Usunięcie i przywrócenie
17 listopada 2023 zarząd OpenAI zdymisjonował Altmana ze stanowiska dyrektora generalnego. Członkowie zarządu zarzucili Altmanowi nieszczerość w komunikacji z nimi. Z zarządu usunięto także Grega Brockmana. Wkrótce ponad 700 pracowników OpenAI zagroziło odejściem żądając przywrócenia Altmana na stanowisko. Kilka dni później na platformie X Altman ogłosił powrót do OpenAI dzięki dołączeniu do Microsoftu. 20 listopada Sutskever wyraził swoje ubolewanie z powodu wzięcia udziału w odwołaniu Altmana. 21 listopada członkowie zarządu zgodzili się na rozwiązanie i powołanie nowego, a Altman i Brockman wrócili na swoje stanowiska do OpenAI.

## Życie osobiste
Od dzieciństwa jest wegetarianinem. W wieku 16 lat dokonał coming outu przed rodzicami jako gej. W wywiadzie dla „New York Timesa” powiedział: „Dorastanie jako gej na Środkowym Zachodzie w latach dwutysięcznych nie było najbardziej fantastyczną rzeczą”. Przez 9 lat był w związku z Nickiem Silvio, z którym rozstał się w 2012 roku. Od 2023 roku jego partnerem jest Oliver Mulherin, australijski inżynier oprogramowania, w styczniu 2024 roku wzięli ślub. Altman mieszka w Russian Hill w San Francisco, posiada też dom w Napa w Kalifornii.
Jest preppersem, zbiera zapasy na wypadek apokalipsy. W 2016 powiedział, że ma „broń, złoto, jodek potasu, antybiotyki, baterie, wodę, maski przeciwgazowe od Sił Obronnych Izraela i duży kawałek ziemi w Big Sur, do którego może polecieć”.
Lubi samochody wyścigowe, posiada dwa auta marki McLaren oraz Teslę.
W 2024 roku został uznany przez izraelską gazetę, „The Jerusalem Post” za najbardziej wpływowego Żyda na świecie. W tym samym roku trafił na listę miliarderów „Forbesa” zajmując 2692 miejsce z majątkiem szacowanym na 1 mld dolarów amerykańskich. Na dzień 3 czerwca 2024 roku jego majątek wyceniany był już na 1,5 mld dolarów.
Wierzy, że ogólna sztuczna inteligencja będzie w przyszłości mogła zrobić wszystko to, co ludzie.